# Эйриес, Жан-Батист Бенуа
Жан-Бати́ст Бенуа́ Эйрие́с (фр. Jean-Baptiste Benoît Eyriès; 24 июня 1767 года, Марсель — 13 июня 1846 года, Гравиль) — французский географ и публицист, один из основателей и президентов Парижского географического общества, составитель многих книг о путешествиях.

## Биография
Сын фрегатного лейтенанта. Отличался прекрасной памятью; говорил на 9 языках; опубликовал множество географических сочинений; переводил с английского, немецкого и скандинавских языков записки путешественников и первооткрывателей.
В 1830-е годы совершил путешествие по Азии, включая Урал и Сибирь, заезжал в степи с целью: «…осмотреть хребет Кар-Каралы и копи медистого изумруда в горах Алтын-Тубе».

## Творчество
- Abrégé des voyages modernes depuis 1780 jusqu'à nos jours, 14 томов, 1822—1824)
- Bibliomappe, ou Livre-cartes, textes analytiques, tableaux et cartes indiquant graduellement la géographie naturelle, les divisions géographiques, politiques, civiles, etc., les noms géographiques, historiques de tous les âges et de toutes les parties de l’univers, avec l’indication chronologique des découvertes des navigateurs, des changements survenus dans la circonscription des États, leurs dénominations, etc., совместно с фр. Jacques-Charles Bailleul и фр. Pierre Daunou (2 тома, 1824—1826)
- Abrégé de géographie moderne, ou Description historique, politique, civile et naturelle des empires, royaumes, états et leurs colonies, avec celle des mers et des îles de toutes les parties du monde, совместно с фр. John Pinkerton и Шарлем Валькенером (2 тома, 1827)
- Recherches sur la population du globe terrestre (1833)
- Voyage pittoresque en Asie et en Afrique, résumé général des voyages anciens et modernes (1839)
- L’Univers, histoire et description de tous les peuples : Danemark (1846)
- Dictionnaire de géographie ancienne et moderne, совместно с E.-G. Béraud (1847)

Принимал участие в составлении:
- «Annales des voyages de la géographie et de l’histoire», Conrad Malte-Brun,
- «la Biographie universelle», Louis-Gabriel Michaud,
- «l’Encyclopédie moderne», Léon Renier,
- «l’Encyclopédie des connaissances utiles»
- «Costumes, mœurs et usages de tous les peuples».

### Издания на русском языке
- Живописное путешествие по Азии, составленное под руководством Эйрие: В 6 т. / Пер. с фр. Е. Корша. М., 1839—1840 гг.